# Генади Симеонов
Генади Симеонов (роден на 24 март 1971 г.), популярен и като Генчо Симеонов, е бивш български футболист, нападател, играл в редица клубове по време на състезателната си кариера.

## Биография
Родом от Враца, Симеонов е възпитаник на детско-юношеската школа на местния клуб Ботев (Враца). В началото на 1992 г. преминава в Берое (Стара Загора), където играе няколко месеца. След това кариерата му продължава в Левски (Лом), ЛЕКС (Ловеч), Спартак (Плевен), Локомотив (София), Първа атомна (Козлодуй) и Монтана. През лятото на 1997 г. преминава в Металург (Перник). Играе два сезона за клуба, като записва 57 мача с 19 гола в А група. Напуска перничани след като отборът е изваден от елитното първенство заради продаден мач.
През юни 1999 г. Симеонов е привлечен в гранда ЦСКА (София). Заради забрана на „армейците“ да картотекират нови футболисти обаче няколко месеца няма право да играе в първенството заедно с останалите летни попълнения на отбора. Използван е само в турнира за Купата на УЕФА. Дебютира на 12 август при победата с 3:0 като гост над Портадаун. В реванша срещу северноирландците на 24 август бележи първия си гол, а ЦСКА печели с 5:0. На 30 септември 1999 г. се разписва в последната минута, донасяйки равенството 2:2 срещу английския Нюкасъл Юнайтед на Сейнт Джеймсис Парк. В А група получава право да играе за ЦСКА едва след 12-ия кръг. Записва два мача в първенството и един за купата. През януари 2000 г. се разделя с „армейците“ и се завръща в родния Ботев (Враца).
През лятото на 2000 г. Симеонов преминава в Марек (Дупница). През сезон 2000/01 става голмайстор на тима с 10 попадения, помагайки на дупничани да се завърнат в А група след 19-годишна пауза. В края на юни 2001 г. облича екипа на Спартак (Варна). Дебютира за „соколите“ в мач от Интертото срещу украинския Таврия (Симферопол) на 1 юли, който е спечелен с 2:0. Дни по-късно обаче става ясно, че не е бил правомерно картотекиран в УЕФА и на варненци е присъдена служебна загуба с 0:3. По този начин Спартак пропуска шанс да се изправи срещу френския гранд Пари Сен Жермен. През есента на сезон 2001/02 Симеонов изиграва 11 мача за варненци в А група и бележи 1 гол. В началото на 2002 г. преминава в Ботев (Пловдив), който тогава участва в Б група, където записва 11 мача с 2 гола.
Впоследствие Симеонов за трети път облича екипа на Ботев (Враца). Играе също в Балкан (Ботевград), Локомотив (Мездра), Ботев (Криводол), Расово и Пирин (Гоце Делчев). През 2008 г. преминава в Хебър (Пазарджик), като през сезон 2008/09 става голмайстор на отбора в Югозападната В група с 23 попадения в 36 мача.

## Статистика по сезони
- Ботев (Враца) – 1989/90 – А група, 1 мач/0 гола
- Ботев (Враца) – 1990/91 – Б група, 10/0
- Ботев (Враца) – 1991/ес. – Б група, ? мача/? гола
- Берое – 1992/пр. – А група, 5/0
- Левски (Лом) – 1992/93 – В група, 28/12
- ЛЕКС (Ловеч) – 1993/94 – Б група, 24/9
- Спартак (Пл) – 1994/95 – Б група, 26/7
- Локомотив (София) – 1995/ес. – А група, 6/1
- Първа атомна – 1996/пр. – В група, 12/4
- Първа атомна – 1996/ес. – Б група, 14/5
- Монтана – 1997/пр. – А група, 15/7
- Металург – 1997/98 – А група, 27/9
- Металург – 1998/99 – А група, 28/10
- ЦСКА – 1999/ес. – А група, 2/0
- Ботев (Враца) – 2000/пр. – Б група, 14/6
- Марек – 2000/01 – Б група, 28/10
- Спартак (Вн) – 2001/ес. – А група, 11/1
- Ботев (Пд) – 2002/пр. – Б група, 11/2
- Ботев (Враца) – 2002/ес. – Б група, 2/0
- Ботев (Враца) – 2003/04 – В група, 27/16
- Балкан – 2004/05 – В група, 30/25
- Локомотив (Мз) – 2005/ес. – Западна Б група, 1/0
- Ботев (Кр) – 2005/ес. – В група, 11/4
- Балкан – 2006/пр. – Западна Б група, 9/2
- Расово – 2006/ес. – А ОФГ, 10/6
- Пирин (ГД) – 2007/пр. – Западна Б група
- Хебър (Пз) – 2008/09 – В група, 36/23
- Манастирище – 2020/2023 – А ОГ, ?/?
- Далекс – 2024/ – Б ОГ, 0/0